# Division 4
La Division 4 è stata la quarta serie calcistica del sistema del campionato francese di calcio dal 1978 al 1993. La divisione operava un sistema di promozioni e retrocessioni all'interno della piramide calcistica francese, prevedendo un numero variabile di promozioni in Division 3 e di retrocessioni in Division d'Honneur. Il campionato è rimasto attivo fino al 1993, quando fu sostituito dal Championnat National 3, nonostante il quarto livello della piramide fosse diventato il Championnat National 2.

## Formula
La Division 4 manteneva lo stesso sistema di "campionato aperto" in uso dalla Division 3: in esso coesistevano club amatoriali e seconde squadre di società professionistiche. Le 112 squadre partecipanti erano divise su base geografica in 8 gironi, ognuno costituito da 14 partecipanti e che garantiva una promozione in Division 3 e tre retrocessioni in Division d'Honneur.
Al fine di decretare una squadra campione il campionato includeva anche una fase di play-off, alla quale partecipavano le otto vincenti dei gironi, strutturata in due gironi da 4 squadre e una finale in gara secca.

## Storia
Precedentemente all'istituzione della Division 4, la quarta serie calcistica francese era ricoperta dalla Division d'Honneur, che operava su base regionale. Nonostante il parere contrario di numerose federazioni regionali, nel 1978 la federazione calcistica francese introdusse la Division 4 come nuovo quarto livello, retrocedendo la Division d'Honneur al quinto livello della piramide calcistica francese.
Nel 1993 il campionato fu abbandonato, venendo sostituito dal Championnat National 2 e dal Championnat National 3.

## Albo d'oro
| Anno      | Vincitore         | Finalista       |
| --------- | ----------------- | --------------- |
| 1978-1979 | Abbeville         | UMS Montélimar  |
| 1979-1980 | Meaux             | Clermont Foot   |
| 1980-1981 | Rennes 2          | Tolosa 2        |
| 1981-1982 | AS Strasburgo     | Stade Reims 2   |
| 1982-1983 | Lisieux           | Saint-Raphaël   |
| 1983-1984 | INF Vichy         | Lorient         |
| 1984-1985 | Auxerre 2         | Grenoble        |
| 1985-1986 | La Rochelle       | Versailles      |
| 1986-1987 | Créteil-Lusitanos | Le Touquet      |
| 1987-1988 | Vallauris         | Strasburgo 2    |
| 1988-1989 | Bastia 2          | Paris FC        |
| 1989-1990 | Rouen 2           | Blagnac         |
| 1990-1991 | Fréjus            | Thouars Foot 79 |
| 1991-1992 | Bourges           | Saint-Malo      |
| 1992-1993 | Tolosa 2          | Schiltigheim    |